# Yoann Barbet
Yoann Barbet (Libourne, 10 maggio 1993) è un calciatore francese, difensore dell'Al-Riyadh.

## Carriera
Cresciuto nel settore giovanile del Bordeaux, dopo otto stagioni totali con la squadra girondina nel 2014 si trasferisce al Niort, con cui firma un biennale. Il 25 giugno 2015 viene acquistato dal Brentford, legandosi al club londinese fino al 2019. Il 19 giugno 2019 firma un contratto di 3 anni con il QPR, compagine della municipilità di Hammersmith e Fulham, a ovest di Londra, rimanendo sempre nella capitale inglese.

## Statistiche

### Presenze e reti nei club
Statistiche aggiornate all'11 maggio 2025.
| Stagione          | Squadra           | Campionato        | Campionato | Campionato | Coppe nazionali | Coppe nazionali | Coppe nazionali | Coppe continentali | Coppe continentali | Coppe continentali | Altre coppe | Altre coppe | Altre coppe | Totale | Totale |
| Stagione          | Squadra           | Comp              | Pres       | Reti       | Comp            | Pres            | Reti            | Comp               | Pres               | Reti               | Comp        | Pres        | Reti        | Pres   | Reti   |
| ----------------- | ----------------- | ----------------- | ---------- | ---------- | --------------- | --------------- | --------------- | ------------------ | ------------------ | ------------------ | ----------- | ----------- | ----------- | ------ | ------ |
| 2010-2011         | Bordeaux 2        | CFA2              | 5          | 3          | -               | -               | -               | -                  | -                  | -                  | -           | -           | -           | 5      | 3      |
| 2011-2012         | Bordeaux 2        | CFA               | 16         | 2          | -               | -               | -               | -                  | -                  | -                  | -           | -           | -           | 16     | 2      |
| 2012-2013         | Bordeaux 2        | CFA               | 30         | 7          | -               | -               | -               | -                  | -                  | -                  | -           | -           | -           | 30     | 7      |
| 2013-2014         | Bordeaux 2        | CFA               | 24         | 3          | -               | -               | -               | -                  | -                  | -                  | -           | -           | -           | 24     | 3      |
| Totale Bordeaux 2 | Totale Bordeaux 2 | Totale Bordeaux 2 | 75         | 15         |                 | -               | -               |                    | -                  | -                  |             | -           | -           | 75     | 15     |
| 2013-2014         | Bordeaux          | L1                | 0          | 0          | CdF+CdL         | 0               | 0               | UEL                | 0                  | 0                  | SC          | 0           | 0           | 0      | 0      |
| 2014-2015         | Niort             | L2                | 33         | 2          | CF+CdL          | 1+0             | 0               | -                  | -                  | -                  | -           | -           | -           | 34     | 2      |
| 2015-2016         | Brentford         | FLC               | 18         | 1          | FACup+CdL       | 1+0             | 0               | -                  | -                  | -                  | -           | -           | -           | 19     | 1      |
| 2016-2017         | Brentford         | FLC               | 23         | 1          | FACup+CdL       | 2+0             | 1+0             | -                  | -                  | -                  | -           | -           | -           | 25     | 2      |
| 2017-2018         | Brentford         | FLC               | 34         | 3          | FACup+CdL       | 1+2             | 0               | -                  | -                  | -                  | -           | -           | -           | 37     | 3      |
| 2018-2019         | Brentford         | FLC               | 33         | 1          | FACup+CdL       | 2+2             | 0               | -                  | -                  | -                  | -           | -           | -           | 37     | 1      |
| Totale Brentford  | Totale Brentford  | Totale Brentford  | 108        | 6          |                 | 10              | 1               |                    | -                  | -                  |             | -           | -           | 118    | 7      |
| 2019-2020         | QPR               | FLC               | 27         | 0          | FACup+CdL       | 0+2             | 0               | -                  | -                  | -                  | -           | -           | -           | 29     | 0      |
| 2020-2021         | QPR               | FLC               | 46         | 2          | FACup+CdL       | 1+0             | 0               | -                  | -                  | -                  | -           | -           | -           | 47     | 0      |
| 2021-2022         | QPR               | FLC               | 41         | 2          | FACup+CdL       | 1+3             | 0               | -                  | -                  | -                  | -           | -           | -           | 45     | 2      |
| Totale QPR        | Totale QPR        | Totale QPR        | 114        | 4          |                 | 7               | 0               |                    | -                  | -                  |             | -           | -           | 121    | 4      |
| 2022-2023         | Bordeaux          | L2                | 30         | 5          | CF              | 2               | 3               | -                  | -                  | -                  | -           | -           | -           | 32     | 8      |
| 2023-2024         | Bordeaux          | L2                | 35         | 6          | CF              | 4               | 0               | -                  | -                  | -                  | -           | -           | -           | 39     | 6      |
| Totale Bordeaux   | Totale Bordeaux   | Totale Bordeaux   | 65         | 11         |                 | 6               | 3               |                    | 0                  | 0                  |             | -           | -           | 71     | 14     |
| 2024-2025         | Al-Riyadh         | SPL               | 27         | 1          | KC              | 2               | 0               | -                  | -                  | -                  | -           | -           | -           | 29     | 1      |
| Totale carriera   | Totale carriera   | Totale carriera   | 422        | 39         |                 | 26              | 4               |                    | 0                  | 0                  |             | 0           | 0           | 448    | 43     |